# Rampage: Унищожителите
„Rampage: Унищожителите“ (на английски: Rampage) е американски научнофантастичен приключенски филм от 2018 г. на режисьора Брад Пейтън, базиран на едноименната игра от „Midway Games“. Във филма участват Дуейн Джонсън, Наоми Харис, Малин Акерман, Джо Манганиело, Джейк Лейси, Марли Шелтън и Джефри Дийн Морган.
Филмът е трета комбинация между Пейтън и Джонсън, след „Пътуване до тайнствения остров“ (2012) и „Сан Андреас“ (2015). Също е отбелязан като последния филм на Уорнър Брос, финансиран от Access Entertainment/RatPac-Dune Entertainment.
Снимките започват през април 2017 г. в Чикаго. Филмът е пуснат във Съединените щати на 13 април 2018 г. от Warner Bros. Pictures в 2D, RealD 3D и IMAX. Филмът печели повече от $428 милиона по света и получава смесени отзиви от критиците с похвала на изпълненията, екшън сцените и визуалните ефекти, но критики за сценария и историята.
В България филмът е пуснат по кината на същата дата от Александра Филмс. На 15 декември 2020 г. е излъчен по bTV Cinema с български войсоувър дублаж, направен от студио VMS.